# Biffen (Odder)
Biffen er en biograf i byen Odder Østjylland. I 1990 overtog en gruppe entusiastiske frivillige driften af biografen Fotorama, i dag bedre kendt under navnet Biffen. I 2003 blev biografsalen og caféen totalt renoveret. I 2006, som var Biffens 100 års jubilæum år, blev facaden renoveret. Biffen har 120 frivillige ansatte.
Biografen har én sal, hvor der er plads til 118 publikummer.